# Christophe Soglo
Christophe Soglo (ur. 28 czerwca 1909 w Abomey, zm. 7 października 1983) –  beniński generał i polityk. Dwukrotny prezydent Dahomeju w latach 1963–1964 i 1965–1967.

## Życiorys
Wuj późniejszego prezydenta Beninu Nicéphore'a Soglo.
Wstąpił do armii francuskiej w 1931. Brał udział w II wojnie światowej w stopniu podporucznika. Następnie brał udział w wojnie indochińskiej, a następnie został skierowany do Senegalu.
Po uzyskaniu przez Dahomej niepodległości w 1960, został pułkownikiem sił zbrojnych Beninu i szefem sztabu generaklnego. Był przywódcą dwóch bezkrwawych zamachu stanu – w 1963 obalił Huberta Magę, a w 1965 pozbawił władzy Justina Ahomadégbé. Dwukrotnie sprawował urząd prezydenta kraju: od 27 października 1963 do 25 stycznia 1964 oraz od 22 grudnia 1965 do 19 grudnia 1967. Drugą kadencję zakończyło obalenie Soglo przez przewrót młodszych oficerów. Zmarł na emigracji.